# Procédé de Lely

Diagramme de la méthode Lely modifiée, montrant un creuset en graphite entouré de bobines d'induction pour le chauffage. La charge carbure de silicium est sublimée par le bas de la chambre et déposée sur le couvercle supérieur, moins chaud.

Le procédé de Lely est une technologie de croissance cristalline utilisée pour produire des cristaux de carbure de silicium pour l'industrie des semi-conducteurs. Le brevet de ce procédé a été déposé aux Pays-Bas en 1954 puis aux États-Unis en 1955 par Jan Anthony Lely de Philips Electronics. Le brevet a ensuite été délivré le 30 septembre 1958 et a été amélioré par le Dr. Hamilton et al. en 1960, et par V. P. Novikov et V. I. Ionov en 1968. 

## Aperçu
La méthode Lely produit des cristaux de carbure de silicium massifs grâce au processus de sublimation. Comme avec un four Acheson, la poudre de carbure de silicium est mise dans un creuset en graphite, qui est purgé avec de l'argon et chauffé à environ 2 500 °C. Le carbure de silicium près des parois extérieures du creuset se sublime et se dépose sur une tige de graphite près du centre du creuset, qui est à une température plus basse. 
Il existe plusieurs versions modifiées de la méthode Lely : le plus souvent le carbure de silicium est chauffé par l'extrémité inférieure plutôt que par les parois du creuset et déposé sur le couvercle ; d'autres modifications peuvent être mises en œuvre par la modulation de la température, du gradient de température, de la pression d'argon et de la géométrie du système. En règle générale, un four à induction est utilisé pour atteindre les températures requises de 1 800–2 600 °C.